# Coupe d'Italie de football 1974-1975
Navigation
Coupe d'Italie 1973-1974 Coupe d'Italie 1975-1976
La Coupe d'Italie de football 1974-1975, est la 28e édition de la Coupe d'Italie.

## Déroulement de la compétition

### Participants

#### Serie A (D1)
Les 16 clubs de Serie A sont engagés en Coupe d'Italie.

#### Serie B (D2)
Les 20 clubs de Serie B sont engagés en Coupe d'Italie.

### Calendrier
| Phase                | Tour        | Aller        |
| -------------------- | ----------- | ------------ |
| 1re phase de groupes | 1re journée |              |
| 1re phase de groupes | 2e journée  |              |
| 1re phase de groupes | 3e journée  |              |
| 1re phase de groupes | 4e journée  |              |
| 1re phase de groupes | 5e journée  |              |
| 2e phase de groupes  | 1re journée |              |
| 2e phase de groupes  | 2e journée  |              |
| 2e phase de groupes  | 3e journée  |              |
| 2e phase de groupes  | 4e journée  |              |
| 2e phase de groupes  | 5e journée  |              |
| 2e phase de groupes  | 6e journée  |              |
| Phase finale         | Finale      | 28 juin 1975 |

## Résultats

### Premier tour

#### Groupe 1
| Rang | Équipe                    | Pts | J | G | N | P | Bp | Bc | Diff |  | Résultats (▼ dom., ► ext.) | INT | NOV | BRI | VIC | ASC |
| ---- | ------------------------- | --- | - | - | - | - | -- | -- | ---- |  | -------------------------- | --- | --- | --- | --- | --- |
| 1    | Inter Milan (D1)          | 8   | 4 | 4 | 0 | 0 | 9  | 3  | +6   |  | Inter Milan (D1)           |     | 2-1 |     |     | 3-1 |
| 2    | AC Novare (D2)            | 5   | 4 | 2 | 1 | 1 | 2  | 2  | 0    |  | AC Novare (D2)             |     |     | 1-0 | 1-0 |     |
| 3    | Brindisi Sport (D2)       | 3   | 4 | 1 | 1 | 2 | 6  | 6  | 0    |  | Brindisi Sport (D2)        |     |     |     |     |     |
| 4    | SS Lanerossi Vicence (D1) | 3   | 4 | 1 | 1 | 2 | 5  | 6  | -1   |  | SS Lanerossi Vicence (D1)  | 1-2 |     | 3-3 |     |     |
| 5    | Ascoli Calcio 1898 (D1)   | 4   | 4 | 0 | 1 | 3 | 1  | 6  | -5   |  | Ascoli Calcio 1898 (D1)    |     | 0-0 |     | 0-1 |     |

#### Groupe 2
| Rang | Équipe                | Pts | J | G | N | P | Bp | Bc | Diff |  | Résultats (▼ dom., ► ext.) | NAP | HEL | SPA | CAT | SAM |
| ---- | --------------------- | --- | - | - | - | - | -- | -- | ---- |  | -------------------------- | --- | --- | --- | --- | --- |
| 1    | SSC Naples (D1)       | 8   | 4 | 4 | 0 | 0 | 8  | 2  | +6   |  | SSC Naples (D1)            |     |     |     | 1-0 | 3-0 |
| 2    | AC Hellas Vérone (D2) | 5   | 4 | 2 | 1 | 1 | 6  | 4  | +2   |  | AC Hellas Vérone (D2)      | 1-2 |     | 2-1 |     |     |
| 3    | SPAL (D2)             | 3   | 4 | 1 | 1 | 2 | 4  | 5  | -1   |  | SPAL (D2)                  | 1-2 |     |     | 2-1 |     |
| 4    | US Catanzaro (D2)     | 2   | 4 | 0 | 2 | 2 | 3  | 5  | -2   |  | US Catanzaro (D2)          |     | 1-1 |     |     | 1-1 |
| 5    | UC Sampdoria (D1)     | 2   | 4 | 0 | 2 | 2 | 1  | 6  | -5   |  | UC Sampdoria (D1)          |     | 0-2 | 0-0 |     |     |

#### Groupe 3
| Rang | Équipe             | Pts | J | G | N | P | Bp | Bc | Diff |  | Résultats (▼ dom., ► ext.) | JUV | VAR | REG | AVE | TAR |
| ---- | ------------------ | --- | - | - | - | - | -- | -- | ---- |  | -------------------------- | --- | --- | --- | --- | --- |
| 1    | Juventus FC (D1)   | 8   | 4 | 4 | 0 | 0 | 12 | 2  | +10  |  | Juventus FC (D1)           |     | 4-0 |     |     | 4-1 |
| 2    | Varèse Calcio (D1) | 5   | 4 | 2 | 1 | 1 | 4  | 5  | -1   |  | Varèse Calcio (D1)         |     |     | 2-0 | 2-1 |     |
| 3    | AC Reggiana (D2)   | 3   | 4 | 1 | 1 | 2 | 1  | 4  | -3   |  | AC Reggiana (D2)           | 0-2 |     |     | 1-0 |     |
| 4    | US Avellino (D2)   | 2   | 4 | 1 | 0 | 3 | 3  | 5  | -2   |  | US Avellino (D2)           | 1-2 |     |     |     | 1-0 |
| 5    | AS Tarente (D2)    | 2   | 4 | 0 | 2 | 2 | 1  | 5  | -4   |  | AS Tarente (D2)            |     | 0-0 | 0-0 |     |     |

#### Groupe 4
| Rang | Équipe                 | Pts | J | G | N | P | Bp | Bc | Diff |  | Résultats (▼ dom., ► ext.) | TOR | SAM | COM | ARE | CAG |
| ---- | ---------------------- | --- | - | - | - | - | -- | -- | ---- |  | -------------------------- | --- | --- | --- | --- | --- |
| 1    | AC Torino (D1)         | 8   | 4 | 4 | 0 | 0 | 6  | 1  | +5   |  | AC Torino (D1)             |     | 1-0 |     |     | 2-0 |
| 2    | SS Sambenedettese (D2) | 4   | 4 | 2 | 0 | 2 | 3  | 2  | +1   |  | SS Sambenedettese (D2)     |     |     |     | 2-0 | 1-0 |
| 3    | Côme Calcio (D2)       | 4   | 4 | 1 | 2 | 1 | 5  | 5  | 0    |  | Côme Calcio (D2)           | 0-1 | 1-0 |     |     |     |
| 4    | US Arezzo (D2)         | 2   | 4 | 0 | 2 | 2 | 4  | 7  | -3   |  | US Arezzo (D2)             | 1-2 |     | 2-2 |     |     |
| 5    | Cagliari Calcio (D1)   | 2   | 4 | 0 | 2 | 2 | 3  | 6  | -3   |  | Cagliari Calcio (D1)       |     |     | 2-2 | 1-1 |     |

#### Groupe 5
| Rang | Équipe              | Pts | J | G | N | P | Bp | Bc | Diff |  | Résultats (▼ dom., ► ext.) | ROM | PES | ATA | LAZ | GEN |
| ---- | ------------------- | --- | - | - | - | - | -- | -- | ---- |  | -------------------------- | --- | --- | --- | --- | --- |
| 1    | AS Rome (D1)        | 8   | 4 | 4 | 0 | 0 | 11 | 3  | +8   |  | AS Rome (D1)               |     | 4-3 | 3-0 |     |     |
| 2    | Pescara Calcio (D2) | 5   | 4 | 2 | 1 | 1 | 6  | 5  | +1   |  | Pescara Calcio (D2)        |     |     | 0-0 | 2-1 |     |
| 3    | Atalanta BC (D2)    | 3   | 4 | 0 | 3 | 1 | 0  | 3  | -3   |  | Atalanta BC (D2)           |     |     |     | 0-0 | 0-0 |
| 4    | SS Lazio (D1)       | 2   | 4 | 0 | 2 | 2 | 3  | 5  | -2   |  | SS Lazio (D1)              | 0-1 |     |     |     | 2-2 |
| 5    | Genoa 1893 (D2)     | 2   | 4 | 0 | 2 | 2 | 2  | 6  | -4   |  | Genoa 1893 (D2)            | 0-3 | 0-1 |     |     |     |

#### Groupe 6
| Rang | Équipe          | Pts | J | G | N | P | Bp | Bc | Diff |  | Résultats (▼ dom., ► ext.) | MIL | CES | PAR | PER | BRE |
| ---- | --------------- | --- | - | - | - | - | -- | -- | ---- |  | -------------------------- | --- | --- | --- | --- | --- |
| 1    | Milan AC (D1)   | 6   | 4 | 2 | 2 | 0 | 7  | 2  | +5   |  | Milan AC (D1)              |     |     | 4-1 |     | 0-0 |
| 2    | AC Cesena (D1)  | 5   | 4 | 1 | 3 | 0 | 4  | 1  | +3   |  | AC Cesena (D1)             | 1-1 |     |     | 3-0 |     |
| 3    | Parme AS (D2)   | 4   | 4 | 1 | 2 | 1 | 4  | 5  | -1   |  | Parme AS (D2)              |     | 0-0 |     | 0-0 |     |
| 4    | AC Pérouse (D2) | 3   | 4 | 1 | 1 | 2 | 2  | 5  | -3   |  | AC Pérouse (D2)            | 0-2 |     |     |     | 2-0 |
| 5    | AC Brescia (D2) | 2   | 4 | 0 | 2 | 2 | 1  | 5  | -4   |  | AC Brescia (D2)            |     | 0-0 | 1-3 |     |     |

#### Groupe 7
| Rang | Équipe              | Pts | J | G | N | P | Bp | Bc | Diff |  | Résultats (▼ dom., ► ext.) | FIO | TER | FOG | PAL | ALE |
| ---- | ------------------- | --- | - | - | - | - | -- | -- | ---- |  | -------------------------- | --- | --- | --- | --- | --- |
| 1    | AC Fiorentina (D1)  | 7   | 4 | 3 | 1 | 0 | 5  | 2  | +3   |  | AC Fiorentina (D1)         |     | 1-1 |     | 1-0 |     |
| 2    | Ternana Calcio (D1) | 6   | 4 | 2 | 2 | 0 | 8  | 2  | +6   |  | Ternana Calcio (D1)        |     |     | 1-1 |     | 5-0 |
| 3    | US Foggia (D2)      | 3   | 4 | 1 | 1 | 2 | 3  | 5  | -2   |  | US Foggia (D2)             | 1-2 |     |     | 1-0 |     |
| 4    | SSC Palerme (D2)    | 2   | 4 | 1 | 0 | 3 | 3  | 3  | 0    |  | SSC Palerme (D2)           |     | 0-1 |     |     | 3-0 |
| 5    | Alexandrie US (D2)  | 2   | 4 | 1 | 0 | 3 | 2  | 9  | -7   |  | Alexandrie US (D2)         | 0-1 |     | 2-0 |     |     |

### Deuxième tour

#### Groupe A
| Rang | Équipe             | Pts | J | G | N | P | Bp | Bc | Diff |  | Résultats (▼ dom., ► ext.) | FIO | TOR | ROM | NAP |
| ---- | ------------------ | --- | - | - | - | - | -- | -- | ---- |  | -------------------------- | --- | --- | --- | --- |
| 1    | AC Fiorentina (D1) | 7   | 6 | 3 | 1 | 2 | 10 | 7  | +3   |  | AC Fiorentina (D1)         |     | 3-1 | 2-1 | 3-1 |
| 2    | AC Torino (D1)     | 7   | 6 | 3 | 1 | 2 | 7  | 5  | +2   |  | AC Torino (D1)             | 1-0 |     | 3-0 | 2-1 |
| 3    | AS Rome (D1)       | 5   | 6 | 1 | 3 | 2 | 5  | 7  | -2   |  | AS Rome (D1)               | 2-2 | 0-0 |     | 0-0 |
| 4    | SSC Naples (D1)    | 5   | 6 | 2 | 1 | 3 | 4  | 7  | -3   |  | SSC Naples (D1)            | 1-0 | 1-0 | 0-2 |     |

#### Groupe B
| Rang | Équipe           | Pts | J | G | N | P | Bp | Bc | Diff |  | Résultats (▼ dom., ► ext.) | MIL | JUV | INT | BOL |
| ---- | ---------------- | --- | - | - | - | - | -- | -- | ---- |  | -------------------------- | --- | --- | --- | --- |
| 1    | Milan AC (D1)    | 9   | 6 | 4 | 1 | 1 | 8  | 3  | +5   |  | Milan AC (D1)              |     | 1-0 | 0-0 | 1-0 |
| 2    | Juventus FC (D1) | 8   | 6 | 4 | 0 | 2 | 15 | 6  | +9   |  | Juventus FC (D1)           | 2-1 |     | 1-2 | 1-0 |
| 3    | Inter Milan (D1) | 4   | 6 | 1 | 2 | 3 | 4  | 9  | -5   |  | Inter Milan (D1)           | 0-1 | 2-6 |     | 0-1 |
| 4    | Bologne FC (D1)  | 3   | 6 | 1 | 1 | 4 | 2  | 11 | -9   |  | Bologne FC (D1)            | 1-4 | 0-5 | 0-0 |     |

### Finale
| Division     | Club          | Score | Club     | Division     |
| ------------ | ------------- | ----- | -------- | ------------ |
| Serie A (D1) | AC Fiorentina | 3-2   | Milan AC | Serie A (D1) |